# 伊里芬丁蒲紙卷
伊里芬丁蒲紙卷（Elephantine papyri）又譯作象島古卷、厄肋番廷草紙、象島蒲草紙卷等，是一批於1903年在埃及尼羅河上的象島（伊里芬丁島）找到的古老蒲紙卷。

## 背景

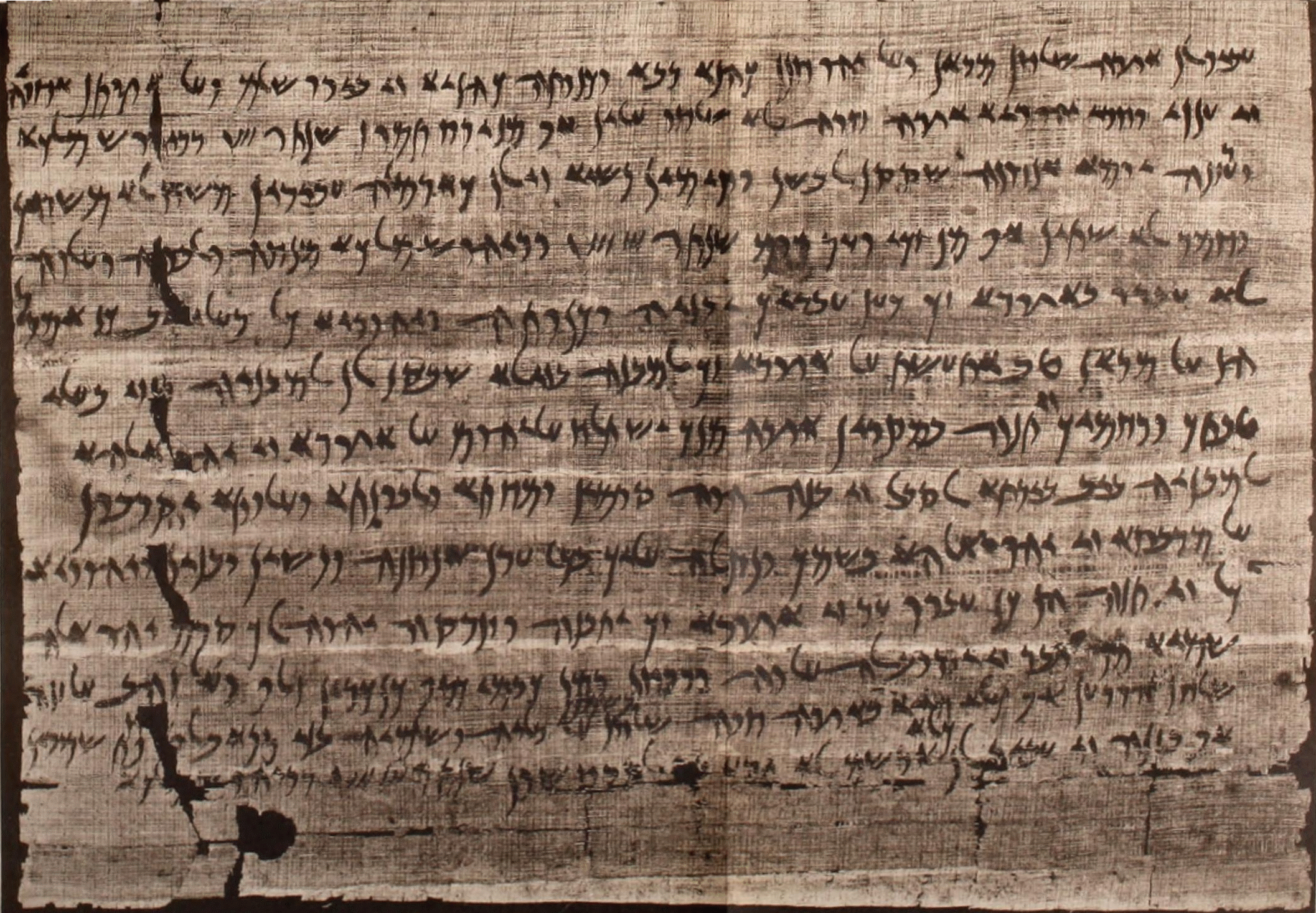
古卷中的函件，為請求重建在象島上因反猶太風潮而被毀的猶太殿宇

古卷所描述的是以斯拉、尼希米時代以及更早的時期，即主前第五世紀末葉波斯帝國邊區的情況，從波斯王大利烏王的貝希斯敦銘文抄本到猶太人的婚約書，形形色色，不一而足。這時的猶太人流散四方，象島只是他們在邊遠異域的一個聚居地。換言之，當地是在埃及僑居的一個猶太人社區，是當時駐紮在島上的猶太僱傭兵團。全卷以亞蘭文寫成，亞蘭文在波斯時代是外交和貿易的主要語文，已經逐漸取代希伯來文，成為猶太人的日常語言。

## 考古
學者也從這些古卷獲得當時語文的資料，很多聖經上記載的風俗和名稱，都在這些文字裡找到了詳盡說明。其中一份「逾越節古卷」(Passover Papyrus)，是公元前419年波斯王大利烏二世所頒佈的詔書，諭令猶大人守逾越節。這份古卷說明《以斯拉記》所載，波斯王朝賦予以斯拉權柄推行猶太法律的事跡，作其歷史根據。古卷亦顯示尼希米的對頭參巴拉在主前407年已屆高齡。故此學者認為兩人發生之衝突應是公元前464-423年之間，即亞達薛西王一世的時代。
另外，古卷資料指出公元前410年的耶路撒冷大祭司名叫約哈難，而尼希米時代之祭司以利亞實的第二國第三代繼承者也叫約哈難，又與以斯拉關係密切。由此可見以斯拉比尼希米至少晚了一代。有關以斯拉和尼希米歸回耶路撒冷的年代考證，從古卷推測出該時間應為亞達薛西王一世的第二十年（公元前455年），而以斯拉的歸回時間可能是亞達薛西王二世的第七年（公元前398年）。

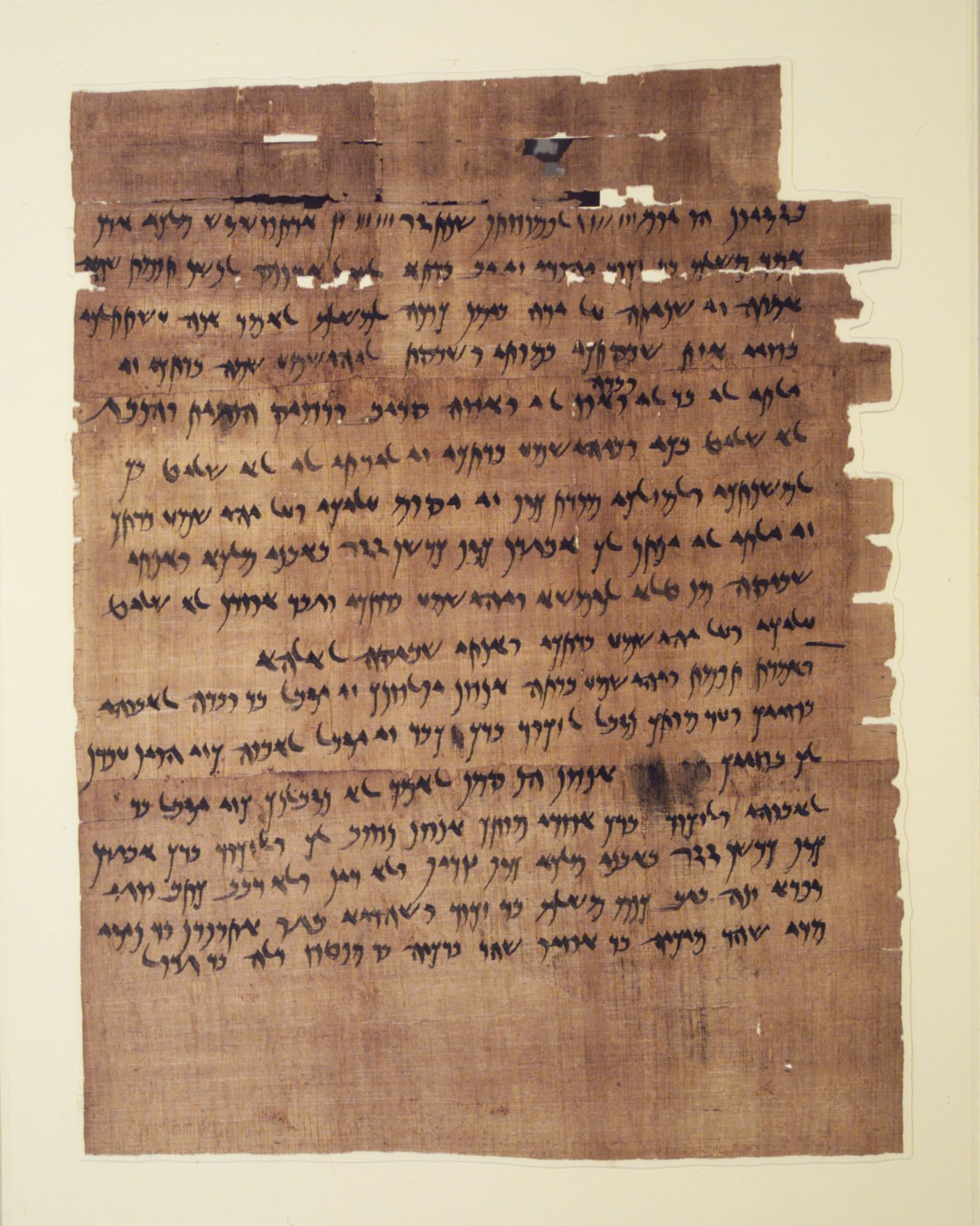
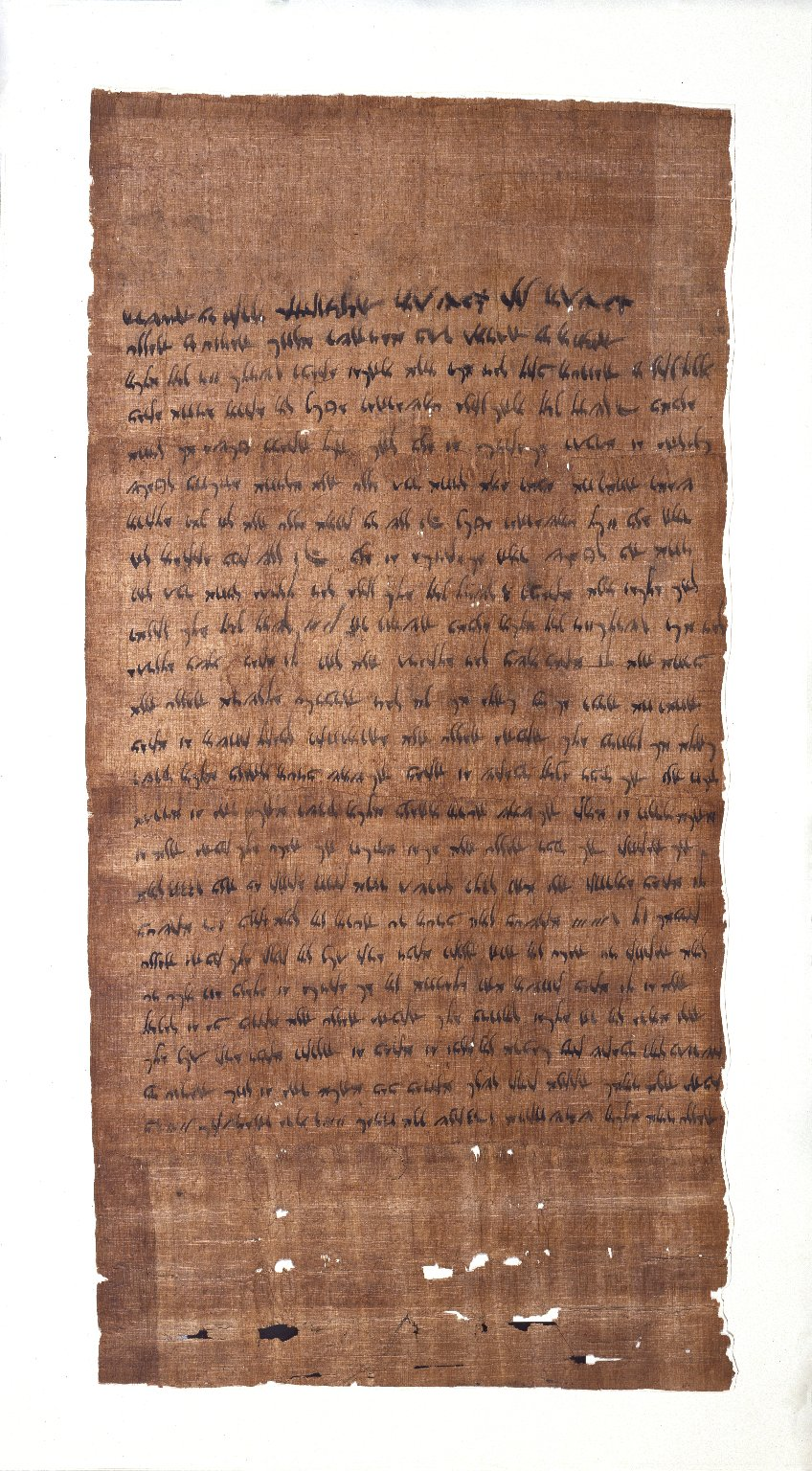
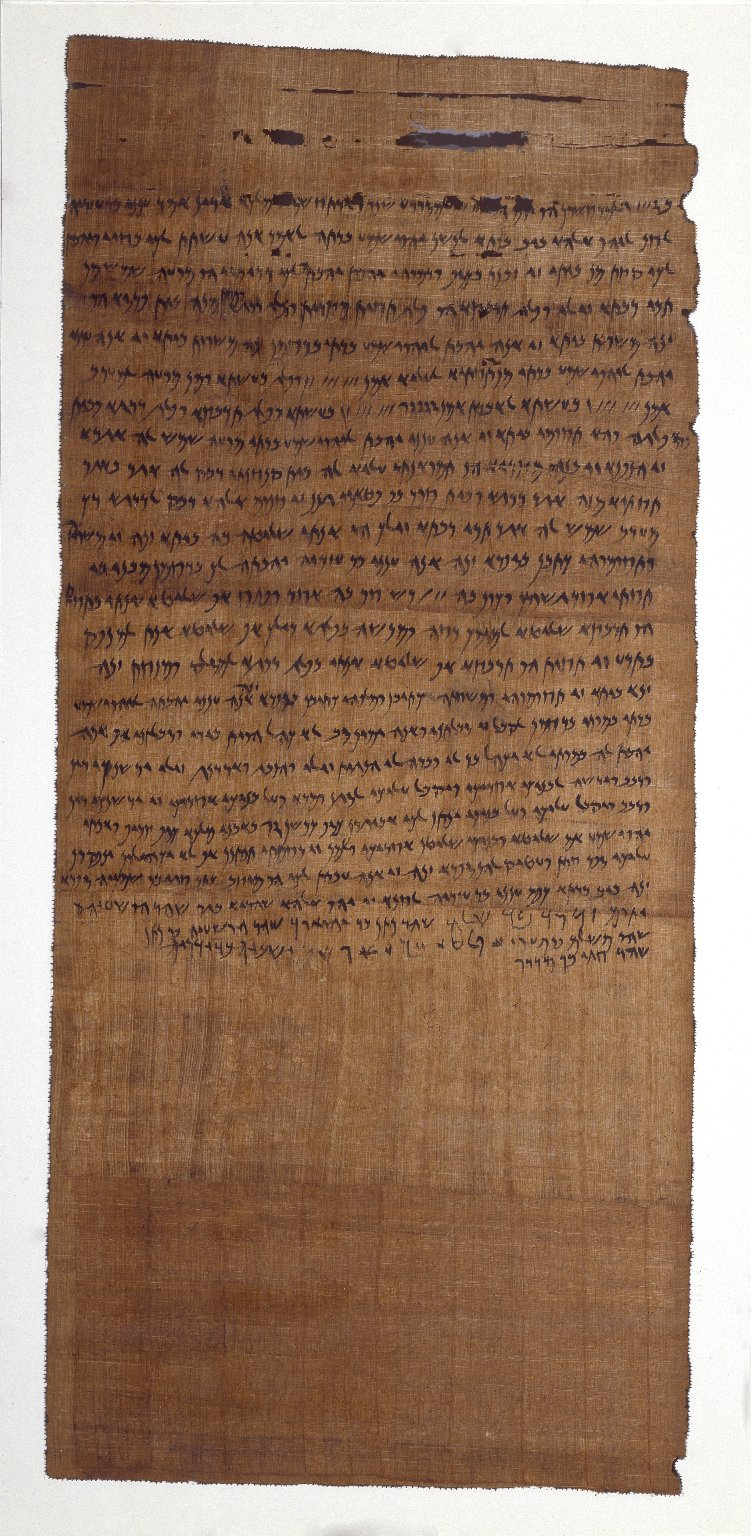
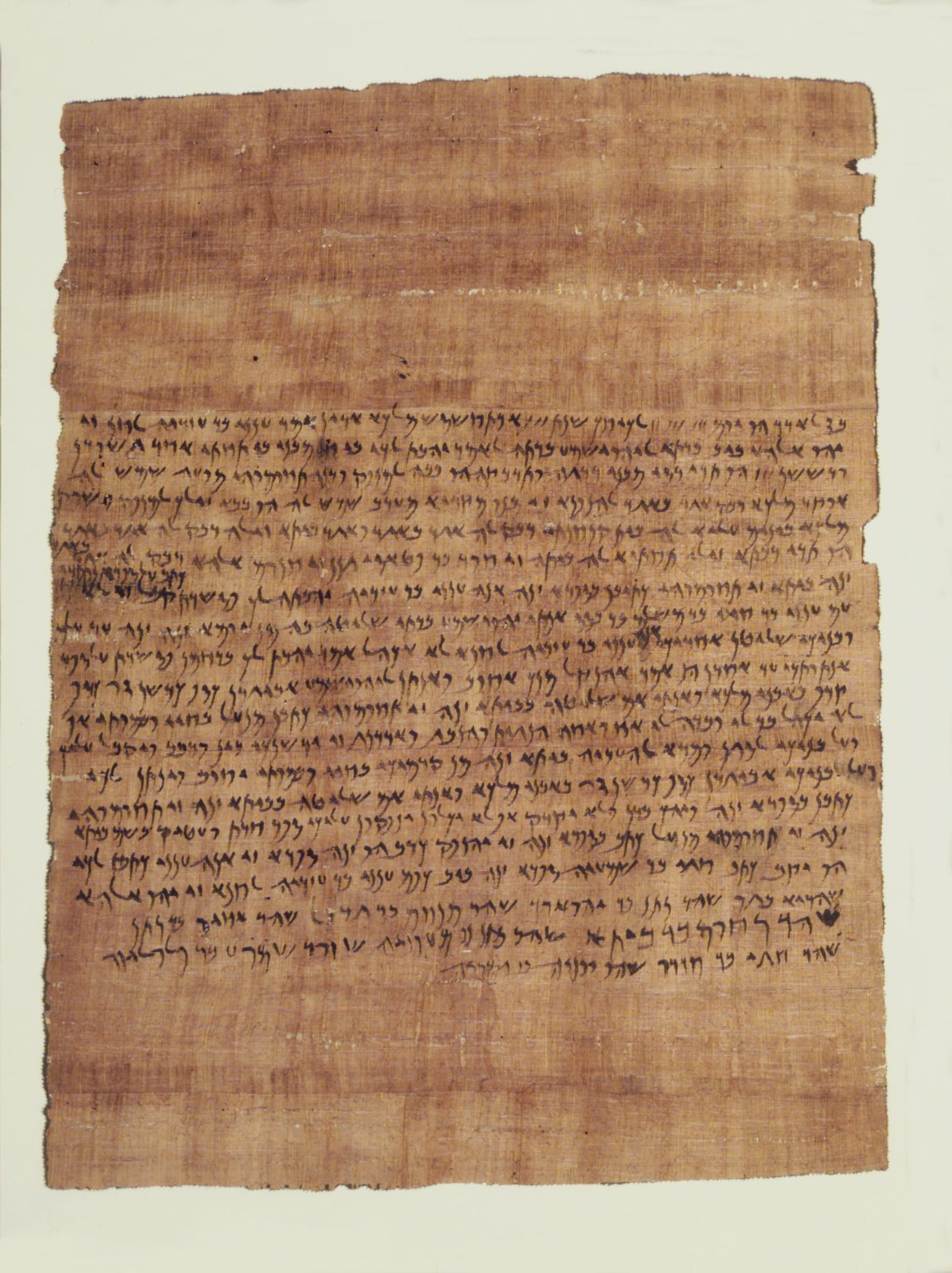
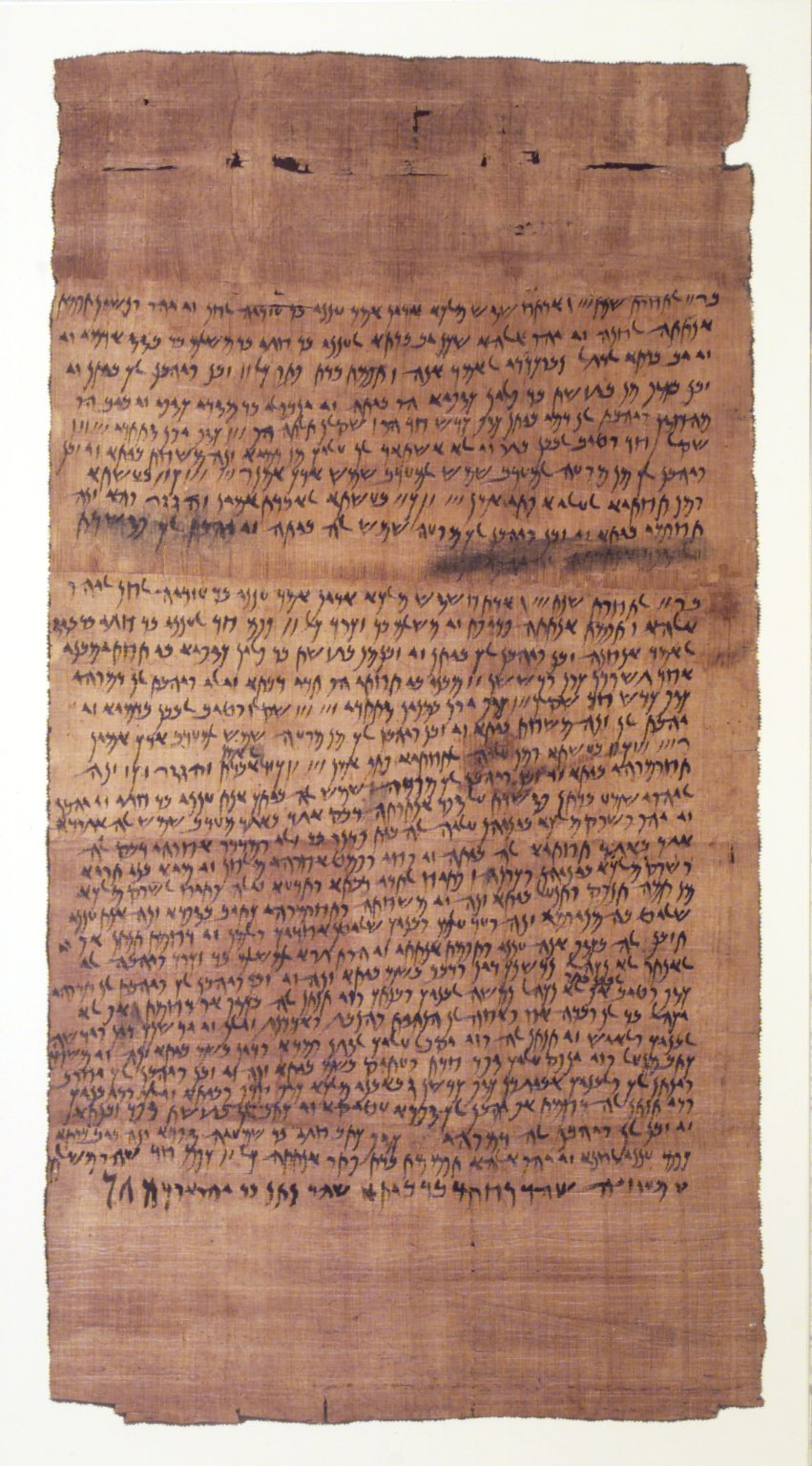
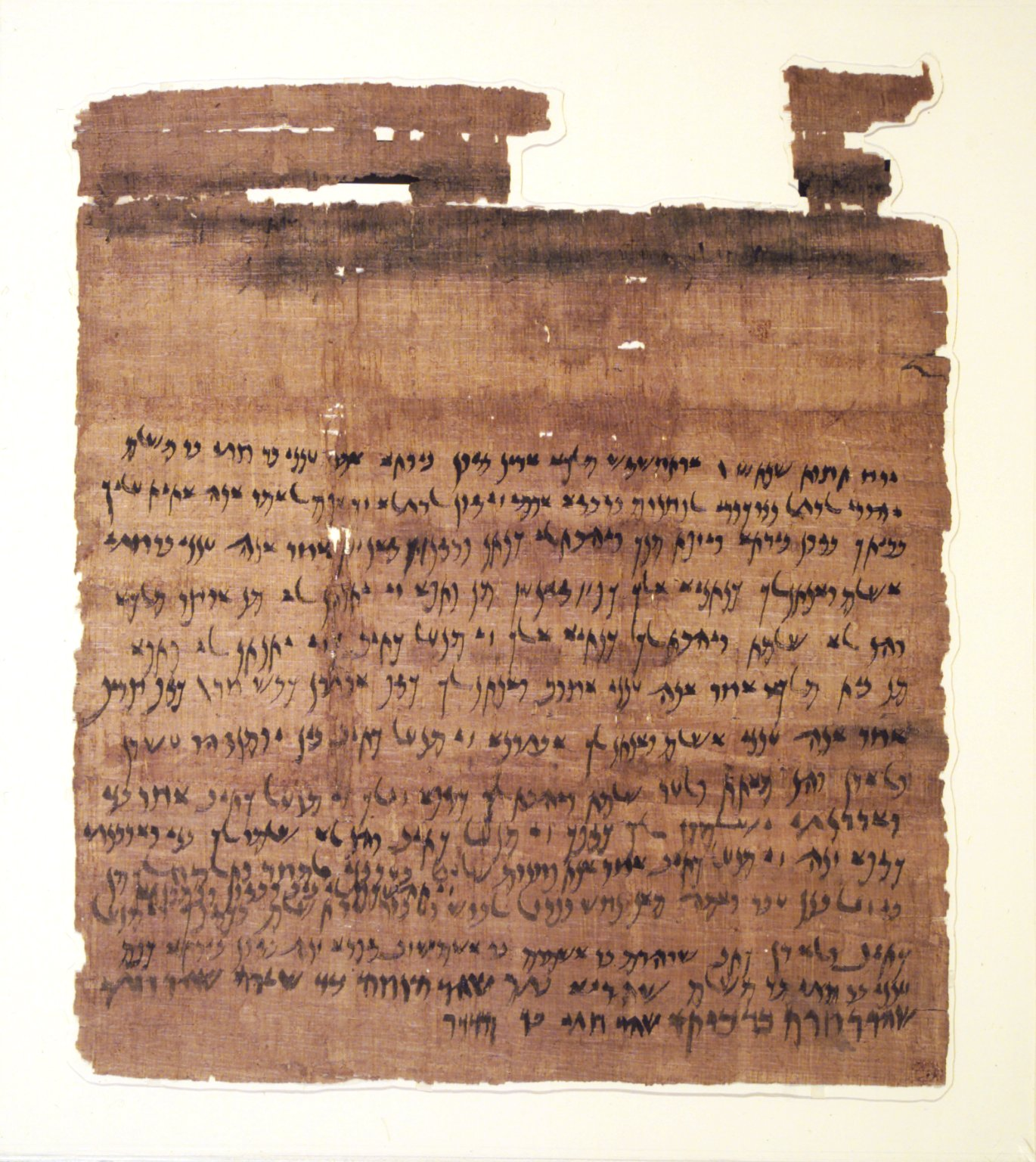

## 腳註
1. ↑  舊約聖經《尼希米記》 2:19
2. ↑  舊約聖經《尼希米記》 3:1
3. ↑  舊約聖經《尼希米記》 12:22
4. ↑  舊約聖經《以斯拉記》 10:6
5. ↑  舊約聖經《尼希米記》 2:1
6. ↑  舊約聖經《以斯拉記》 7:8